# Плебанія (Дрогобич)
Плеба́нія — історична місцевість, колишнє найвіддаленіше передмістя, невелика промислова зона, житловий масив приватної особнякової забудови міста Дрогобич.

## Походження назви
Назва утворено від апелятива плебанія — «житло священика», місце, де розташовувався парафіяльний будинок. Плебан — польський (католицький) сільський парафіяльний ксьондз. У селах Галиччини досі помешкання священика називають плебанією.

## Історія та забудова
Відомо, що тут жили в основному католицькі ченці.

Забудова особнякова, переважно довоєнна. У 70-х роках ХХ ст. забудовані поля попри колію. Тепер це вулиці Степана Витвицького та Руслана Сіксоя, провулки Четарів, Івана Ґонти, Максима Залізняка, Курінний та частина вулиці Іллі Ріпина.

## Географія
Розташований у східній частині міста, на південь від вулиці Стрийської перед колією. Із Плебанії ще виділяють невеличку субмісцевісь Повишена. Межує з такими місцевостями як Війтівська Гора, Задубичне, Вокзал, Посьолок, Мельники.
Перетинається потічком Побук (Серет). Південно-східний край місцевості доходить до ріки Тисьмениця, яка відмежовує його від Мельників - колишнього присілка села Раневичі.
Основні вулиці масиву:
- Плебанія;
- Раневицька;
- Війтівська Гора (кінцева частина).

Інші вулиці масиву:
- Захарії Копистенського;
- Млинарська;
- Іллі Ріпина;
- Степана Витвицького;
- Тисьменицька;
- Руслана Сіксоя.

Провулки:
- Студентський,
- Чумацький,
- Четарів,
- Максима Залізняка,
- Івана Ґонти,
- Курінний.

## Постаті
- Народився та провів дитячі роки Кулиняк Михайло Андрійович (нар. 4 березня 1969) — український державний діяч, діяч культури, музикант. Міністр культури України (2010–2012).

## Цікаво знати
У кінці вулиці Раневицької знаходиться обвалений міст, який сполучав Дрогобич із селом Раневичі. Підірваний під час Другої світової війни.
У мікрорайоні знаходяться дві одні з найменших вулиць Дрогобича: Руслана Сіксоя (якою, де-факто, пройтись не можливо), до якої належить три хати, та вулиця Тисьменицька, на якій лише одна житлова хата.
Безіменну вулицю, поблизу хлібокомбінату, у народі називають вулицею Колобка.
У районі вулиці Тисьменицької за часів Радянського Союзу поблизу каналізаційно-насосної станції водоочисних споруд було споруджено штучне озеро-басейн. Місцеві жителі подейкують, що там мали вчити плавати та навіть проводити змагання з водних видів спорту.
У субмісцевості Повишена (кінець вулиці Іллі Ріпина) є тупікові гілки залізниці на підвищенні для відвантаження сипучих вантажів.